# Sommer-Paralympics 2016/Teilnehmer (Aruba)
| stlisierte Goldmedaille | stlisierte Silbermedaille | stlisierte Bronzemedaille |
| ----------------------- | ------------------------- | ------------------------- |
| —                       | —                         | —                         |

Aruba entsendete zu den Paralympischen Sommerspielen 2016 in Rio de Janeiro einen Athleten. Aruba nahm zum ersten Mal an den Paralympics teil.

## Teilnehmer nach Sportart

### Schwimmen
| Männer                          |                   |                  |                  |                  |                  |                  |                  |                  |
| Jesus David de Marchena Acevedo | 50 m Freistile S7 | nicht angetreten | nicht angetreten | nicht angetreten | nicht angetreten | nicht angetreten | nicht angetreten | nicht angetreten |
| Jesus David de Marchena Acevedo | 100 m Freistil S7 | 2:17,84 min      | 8                | ausgeschieden    | ausgeschieden    | ausgeschieden    |                  |                  |